# Darboe
Darboe is een Gambiaanse achternaam, afgeleid van het Mandinkawoord daabo, wat 'stel de prijs vast' betekent. Het is gerelateerd aan het feit dat de Darboes in de Manding regio van Ghana traditioneel handelaren zijn.
Opmerkelijke mensen met de achternaam zijn onder meer:
- Dembo Darboe, 1998, Gambiaans voetballer
- Ebrima Darboe, 2001, Gambiaans voetballer